# Флом (тауншип, Миннесота)
Флом (англ. Flom) — тауншип в округе Норман, Миннесота, США. На 2000 год его население составило 226 человек.

## География
По данным Бюро переписи населения США площадь тауншипа составляет 93,5 км², из которых 93,2 км² занимает суша, а 0,3 км² — вода (0,36 %).

## Демография
По данным переписи населения 2000 года здесь находились 226 человек, 88 домохозяйств и 63 семьи.  Плотность населения —  2,4 чел./км².  На территории тауншипа расположено 99 построек со средней плотностью 1,1 построек на один квадратный километр. Расовый состав населения: 93,81 % белых и 6,19 % коренных американцев.
Из 88 домохозяйств в 31,8 % воспитывались дети до 18 лет, в 61,4 % проживали супружеские пары, в 3,4 % проживали незамужние женщины и в 28,4 % домохозяйств проживали несемейные люди. 26,1 % домохозяйств состояли из одного человека, при том 12,5 % из — одиноких пожилых людей старше 65 лет. Средний размер домохозяйства — 2,57, а семьи — 3,08 человека.
27,9 % населения — младше 18 лет, 6,6 % — в возрасте от 18 до 24 лет, 22,1 % — от 25 до 44, 24,8 % — от 45 до 64, и 18,6 % — старше 65 лет. Средний возраст — 41 год. На каждые 100 женщин приходилось 107,3 мужчин.
Средний годовой доход домохозяйства составлял 30 833 доллара, а средний годовой доход семьи —  42 000 долларов. Средний доход мужчин —  25 313 долларов, в то время как у женщин — 17 500. Доход на душу населения составил 13 687 долларов. За чертой бедности находились 11,4 % семей и 8,0 % всего населения тауншипа, из которых 3,3 % младше 18 и 8,5 % старше 65 лет.